# Artur Zimny
Artur Zimny – polski ekonomista, doktor habilitowany nauk ekonomicznych, nauczyciel akademicki. Od 2020 roku rektor Akademii Nauk Stosowanych w Koninie (do 2023 roku Państwowej Wyższej Szkoły Zawodowej).

## Życiorys
W 2002 roku ukończył studia licencjackie na kierunku finanse i zarządzania organizacjami w Państwowej Wyższej Szkole Zawodowej w Koninie, a rok później w Akademii Ekonomicznej w Poznaniu uzyskał tytuł magistra w zakresie gospodarki przestrzennej. W 2007 roku na tej samej uczelni uzyskał stopień doktora nauk ekonomicznych, a w 2018 roku na Uniwersytecie w Białymstoku uzyskał habilitację.
Od około 2003 roku jest pracownikiem PWSZ w Koninie, gdzie rozpoczął pracę na stanowisku referenta ds. promocji. W latach 2009–2015 był pełnomocnikiem rektora ds. studiów podyplomowych, w latach 2011–2015 był także dziekanem wydziału. Od 2015 roku pełnił funkcję prorektora ds. kształcenia. W 2020 roku został wybrany na rektora Państwowej Wyższej Szkoły Zawodowej w Koninie. W 2024 roku został wybrany rektorem na drugą kadencję.
W latach 2015–2018 był członkiem Rady Konsultacyjnej ds. Gospodarczych przy Prezydencie Miasta Konina, od 2015 roku jest także członkiem Rady Izby Gospodarczej Wielkopolski Wschodniej.

## Odznaczenia i nagrody
- Nagroda Ministra Edukacji i Nauki (dwukrotnie, 2021 i 2022)[3]
- Medal Komisji Edukacji Narodowej (2020)[3]
- Brązowy Krzyż Zasługi (2019)[1]
- Odznaka Honorowa „Za Zasługi dla Miasta Konina” (2014)[1]
- Medal PWSZ w Koninie (2012)[1].